# North Carolina Equal Suffrage Association
North Carolina Equal Suffrage Association (NCESA) var en organisation för kvinnlig rösträtt i delstaten Mississippi i USA, aktiv mellan 1894 och 1920. 
I de konservativa sydstaterna fanns en motvilja mot rösträttsrörelsen, som var besläktad med kampen för avskaffandet av slaveriet, och den allmänna uppfattningen var att kvinnors plats var i hemmet och att de borde hålla sig borta från det politiska arbetet utan för att influera sina äkta män att ingripa för deras förmån om nödvändigt. North Carolina Equal Suffrage Association (NCESA) grundades i Asheville 1894 under ledning av Helen Morris. 
NCESA hade en blygsam aktivitet tills den blev medlem av National American Woman Suffrage Association 1913. Genom en manlig Senator, J. L. Hyatt, lyckades man lämna fram förslaget till delstatsparlamentet 1897, där den glömdes bort i en utredning, Committee on Insane Asylums, i femton år. Kampanjen återuppväcktes som North Carolina Equal Suffrage League under Gertrude Weil 1913, då den anslöts till den nationella föreningen och växte i antal, samtidigt som den ännu mer radikala Lilian Exum Clement 1915 bildade National Woman's Party, en undergrupp till Congressional Union. 
Föreningen drev en intensiv kampanj, men motståndet i North Carolina var kompakt, då det fanns en fruktan om att en reform i kvinnors rösträtt också skulle tvinga fram en reform i de lagar som då hindrade svarta män från att använda sin rösträtt. Mary Hilliard Hinton bildade en lokalförening av antisuffragismrörelsen Southern Rejection League, National Association Opposed to Women's Suffrage. Under första världskriget deltog rörelsen i krigsansträngningen för att bevisa att kvinnor förtjänade rösta på grund av deras bidrag till samhällsansträngningen. 
NCESA misslyckades med sin kampanj: North Carolina tillhörde inte de delstater som ratificerade tillägget om kvinnors rösträtt till den nationella konstitutionen (Nineteenth Amendment), och kvinnor i delstaten fick istället rösträtt automatiskt när rösträtten infördes nationellt 1920. 